# Mildenau
Mildenau ist eine eigenständige Gemeinde im Erzgebirgskreis in Sachsen bestehend aus den Ortsteilen Mildenau, Arnsfeld, Plattenthal, Oberschaar und Mittelschmiedeberg.

## Geografie
Die aus den Waldhufendörfern Mildenau und Arnsfeld sowie Oberschaar, einem Teil von Plattenthal und Mittelschmiedeberg gebildete Gemeinde befindet sich im Oberen Erzgebirge östlich der Großen Kreisstadt Annaberg-Buchholz.
Umgeben ist sie von  Großrückerswalde im Osten, Marienberg im Norden, im Südwesten von Königswalde, im Westen von  Annaberg-Buchholz und im Nordwesten von  Thermalbad Wiesenbad.

## Geschichte

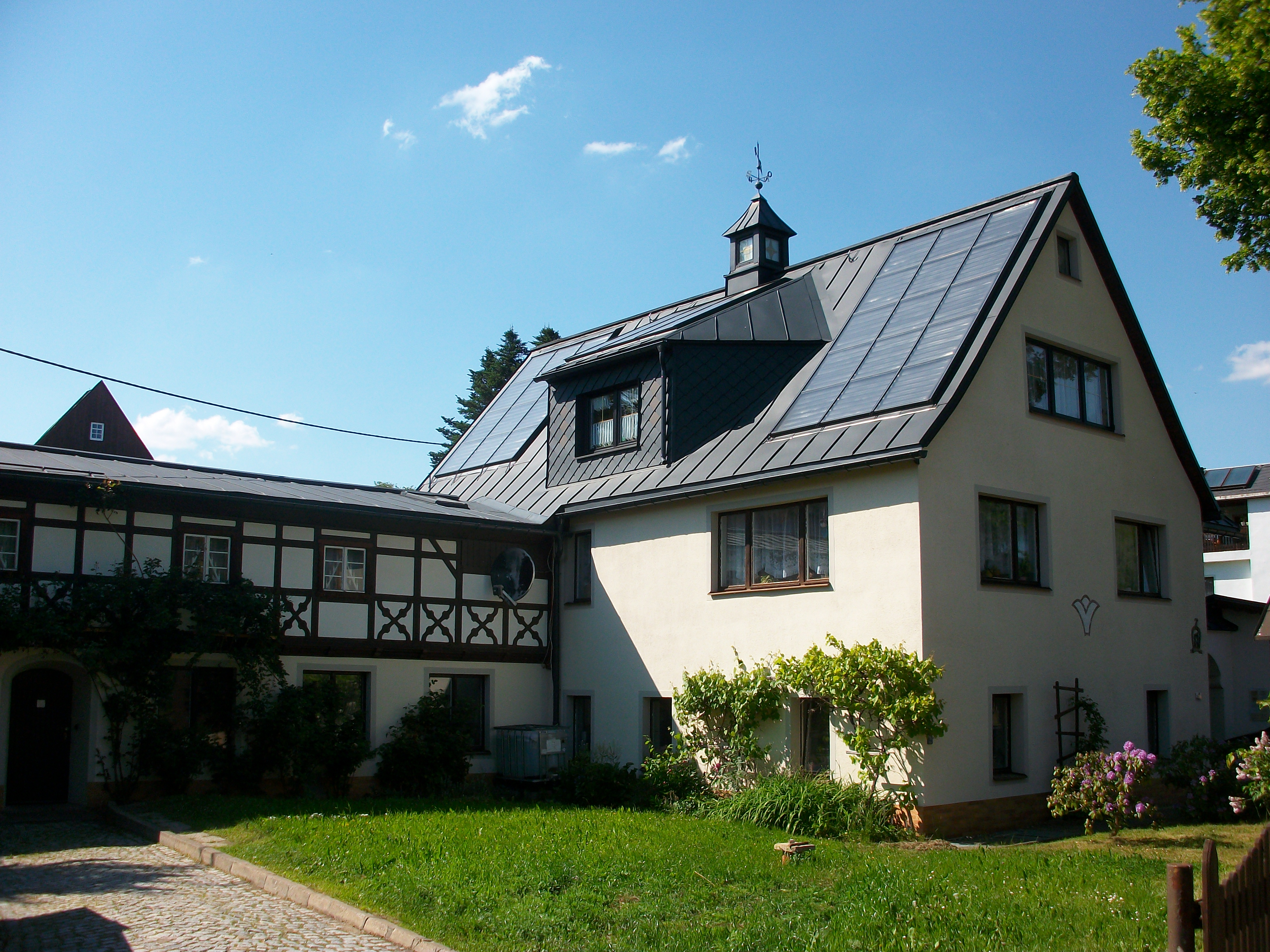
Huthaus St. Petrus in der Wiesenbader Straße in Mildenau

Die Besiedlung von Mildenau im Tal des Sandbachs erfolgte im 13. Jahrhundert durch fränkische Bauern, wobei erstmals im Jahr 1270 in einer  Urkunde die beiden Orte Mildinowe und Richinowe  (oder Reichenau, welches im 16. Jahrhundert nach Mildenau eingegliedert würde und dem heutigen Obermildenau entspricht) erwähnt werden.
Mildenau gehörte zur Herrschaft Wolkenstein, die im Besitz der Waldenburger war und nach deren Aussterben (um 1475) an die Wettiner fiel. Diese bildeten aus der Herrschaft das bis 1856 existierende Amt Wolkenstein, dem Mildenau als Amtsdorf angehörte.
In und um Mildenau fand ab 1520 umfangreicher Bergbau statt: Nach Silber, Kupfer, Zinn und Kobalt wurde in über 230 Bergwerken gesucht. Diese erste Bergbauperiode dauerte bis 1752 an, wobei die Blütezeit des Silberbergbaus in Mildenau m 17. Jahrhundert lag. Die Vielzahl der Stollen reichte vom Mildenauer Oberdorf bis nach Plattenthal. Einige namhafte waren der „Hirschhauerstolln“, der „Hoffnungsstolln“, der „Himmelsfürsten“, der „Dorotheenstolln“, der „Georgenstolln“, der „Andreasstolln“, der „Dreifaltigkeitsstolln“, der „Kannellochstolln“ und die Fundgruben „St. Petrus“, „St. Georgen“, „St. Gregorius“ und „St. Benedict“. Im 17. Jahrhundert entstand in der Mitte des Orts ein Bergbauzentrum mit Erzwäsche, Pochwerk, Bergschmiede, Bethaus und dem heute noch sichtbaren Mundloch des Hoffnungsstollns.
Auf dem Bergbaulehrpfad kann man die Zeugnisse dieser Zeit erleben.
Nachdem Mildenau mit dem in seiner Ortsflur liegenden Teil von Plattenthal bis 1856 als Amtsdorf zum kursächsischen bzw. königlich-sächsischen Amt Wolkenstein zugeordnet war, gehörte der Ort ab 1856 zum Gerichtsamt Annaberg und ab 1875 zur Amtshauptmannschaft Annaberg.
1848 begann der Bau der Landstraße von Annaberg über Mildenau, Arnsfeld, Oberschaar, Steinbach zum Grenzübergang in Reitzenhain. Im Jahr 1892 wurde die schmalspurige Preßnitztalbahn eröffnet, welche zwar auf einem Abschnitt auf Mittelschmiedeberger und Arnsfelder Flur verlief, jedoch dort keinen Haltepunkt existiere.
In Plattenthal wurde 1914 mit dem ersten Abschnitt der normalspurigen Plattenthalbahn einen Gleisanschluss gelegt, der nach der Verlängerung der für den Güterverkehr genutzten Strecke in Mildenau im Jahr 1923 mit dem Güterbahnhof Geyersdorf–Mildenau in Geyersdorf eine indirekte Anbindung für Mildenau bot. Die Strecke wurde 1971 auf dem den Güterbahnhof Geyersdorf–Mildenau bedienenden Abschnitt eingestellt.  Bis Ende der 1980er Jahre bestand eine Anbindung bis Plattenthal für die eine Firma. Ein großer Teil der früheren Bahnstrecke wurde in den 1990ern zu einem Wander- und Radweg von Königswalde über Geyersdorf nach Plattenthal gestaltet, der von den Einheimischen und Gästen gerne genutzt wird.
Gegen den Nationalsozialismus wehrten sich auch in Mildenau politische Gegner wie beispielsweise der Kommunist Paul Wagner, der deswegen mehrfach Gefängnishaft und Konzentrationslager erleiden musste. Bei einem Todesmarsch aus dem KZ Sachsenhausen nach Raben Steinfeld im Frühjahr 1945 starb er wie hunderte andere. Während eines Luftangriffs, der eigentlich Chemnitz gegolten haben soll, wurden in der Nacht vom 14. zum 15. Februar 1945 33 Häuser in Mildenau zerstört.  Auch die klassizistische Kirche (erbaut von 1834 bis 1839), brannte mit Turm bis auf die Umfassungsmauern aus, wobei fast die gesamte wertvolle Ausstattung Opfer der Flammen wurde. Ihr Wiederaufbau erfolgte von 1946 bis 1956 im Wesentlichen in den alten Formen. Fünf weitere Häuser traf es in Arnsfeld. Eine Person wurde durch Bombentreffer getötet.
Nach dem Zweiten Weltkrieg untersuchte die Wismut im Mildenauer Revier die alten Gruben und die Tagesoberfläche mit zahlreichen Schurfgräben auf Uranvererzungen. Zur genaueren Untersuchung wurden etliche Tiefschürfe abgeteuft, wobei man jedoch kein Uran fand. Auch an diese vielen kleinen und größeren Gruben, Stolln und andere Objekte mit Bergbaubezug erinnert heute der Bergbaupfad Mildenau.
Durch die zweite Kreisreform in der DDR kam die Gemeinde Mildenau im Jahr 1952 zum Kreis Annaberg im Bezirk Chemnitz (1953 in Bezirk Karl-Marx-Stadt umbenannt), der ab 1990 als sächsischer Landkreis Annaberg fortgeführt wurde und 2008 im Erzgebirgskreis aufging.

### Eingemeindungen
Am 1. Januar 1999 verbanden sich die bis dahin selbstständigen Orte Mildenau (mit dem Ortsteil Plattenthal) und Arnsfeld (mit den Ortsteilen Oberschaar und Mittelschmiedeberg). Für 2012 oder 2013 wurde ein Zusammenschluss mit der benachbarten Gemeinde Großrückerswalde zu einer neuen Einheitsgemeinde Preßnitztal angestrebt, welche aber nicht realisiert wurde.

### Einwohnerentwicklung
Am 3. Oktober 1990 zählte Mildenau 3.997 Einwohner.
Folgende Einwohnerzahlen beziehen sich auf den 31. Dezember des voranstehenden Jahres:
| 1993 bis 1999 - 1993 – 3.948 - 1994 – 4.047 - 1995 – 4.032 - 1996 – 3.998 - 1997 – 3.977 - 1998 – 3.992 - 1999 – 3.972 | 2000 bis 2006 - 2000 – 3.926 - 2001 – 3.900 - 2002 – 3.853 - 2003 – 3.801 - 2004 – 3.801 - 2005 – 3.787 - 2006 – 3.748 | 2007 bis 2013 - 2007 – 3.709 - 2008 – 3.679 - 2009 – 3.641 - 2010 – 3.585 - 2011 – 3.501 - 2012 – 3.449 - 2013 – 3.429 | ab 2014 - 2014 – 3.406 - 2015 – 3.396 - 2016 – 3.402 - 2017 – 3.393 - 2018 – 3.409 - 2019 – 3.399 |

 Quelle: Statistisches Landesamt des Freistaates Sachsen

## Politik

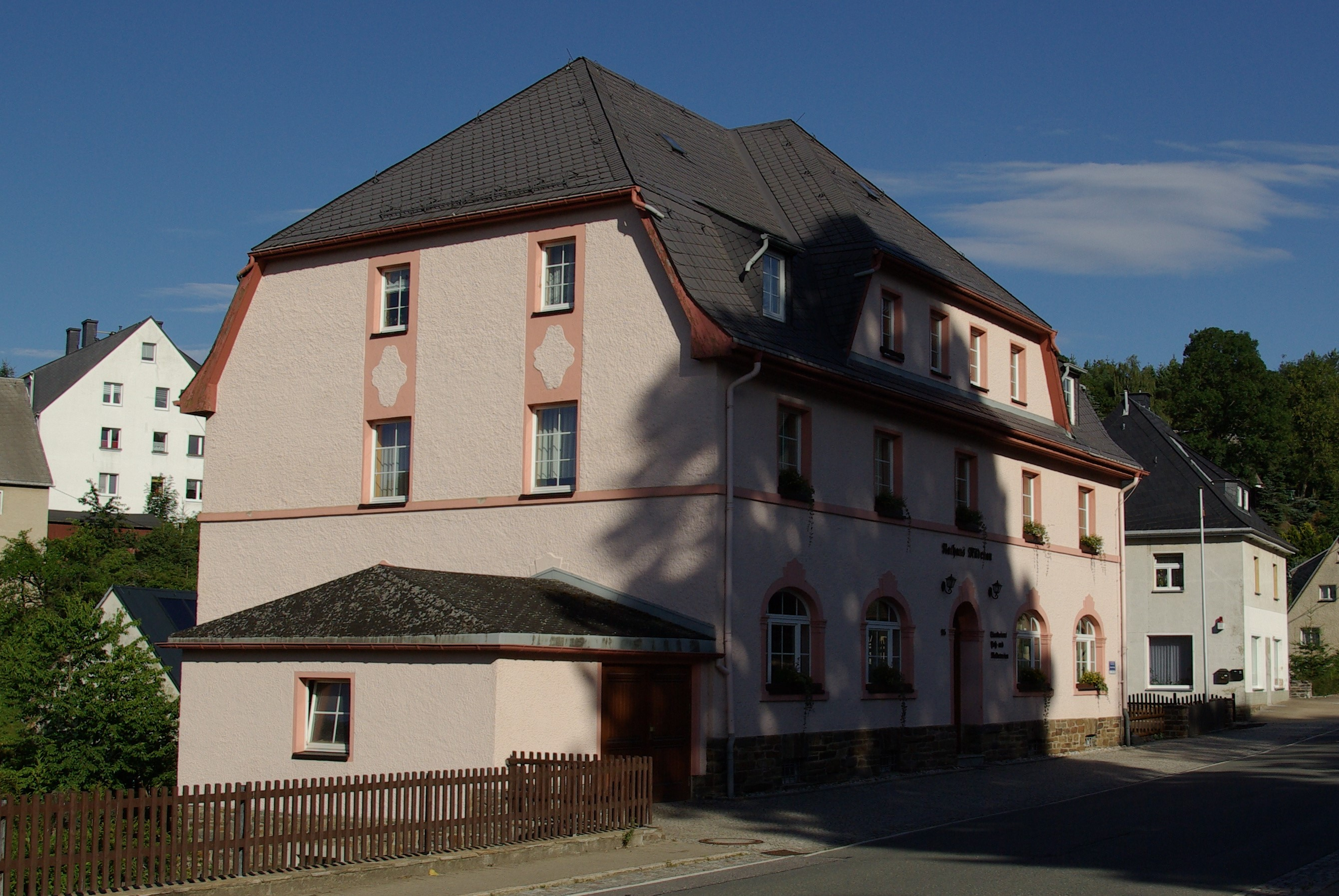
Gemeindeverwaltung Mildenau

- FWBF: 10
- CDU: 6

### Gemeinderat
Seit der Gemeinderatswahl am 9. Juni 2024 sind die 16 Sitze des Gemeinderates folgendermaßen auf die einzelnen Gruppierungen verteilt:
- CDU: 6 Sitze
- Freie Wähler Bürgerforum e. V.  (FWBF): 10 Sitze

| Liste                                 | 2024   | 2024   | 2019   | 2019   | 2014   | 2014   |
| Liste                                 | Sitze  | in %   | Sitze  | in %   | Sitze  | in %   |
| ------------------------------------- | ------ | ------ | ------ | ------ | ------ | ------ |
| Freie Wähler Bürgerforum – FWBF e. V. | 10     | 61,4   | 9      | 54,3   | 5      | 28,1   |
| CDU                                   | 6      | 38,6   | 7      | 45,7   | 8      | 50,1   |
| WBM                                   | –      | –      | –      | –      | 3      | 21,9   |
| Wahlbeteiligung                       | 77,3 % | 77,3 % | 73,9 % | 73,9 % | 60,8 % | 60,8 % |

### Bürgermeister
- Konrad Vogel (* 1949) (CDU), 1990 bis 2013[11]
- Andreas Mauersberger (parteilos), seit 2013

| Wahl | Bürgermeister              | Vorschlag    | Wahlergebnis (in %) |
| ---- | -------------------------- | ------------ | ------------------- |
| 2020 | Achim Andreas Mauersberger | Mauersberger | 68,9                |
| 2013 | Achim Andreas Mauersberger | Mauersberger | 57,8                |
| 2006 | Konrad Vogel               | CDU          | 95,2                |
| […]  |                            |              |                     |
| 1994 | Konrad Vogel               | CDU          | 97,2                |

## Partnergemeinden
- Ročov, Tschechien
- Pommelsbrunn, Bayern, Deutschland
- Sasbach am Kaiserstuhl, Baden-Württemberg, Deutschland

## Bildung
In den 1990er-Jahren verfügten die Ortsteile Mildenau und Arnsfeld über jeweils eigene Grund- und Mittelschulen. Im Jahr 2001 wurde die Arnsfelder Mittelschule, wenige Jahre später auch die dortige Grundschule geschlossen. Im Jahr 2007 musste auch die Mildenauer Mittelschule schließen, es verblieb nur die Mildenauer Grundschule. Seither gehen die Schüler nach der vierten Klassenstufe an die weiterführenden Schulen im Erzgebirgskreis (Oberschulen in Jöhstadt und Großrückerswalde, Gymnasien in Annaberg-Buchholz).
Die verbliebene Grundschule soll im Jahr 2023 einen Anbau erhalten.

## Kirchen und Glaubensgemeinschaften

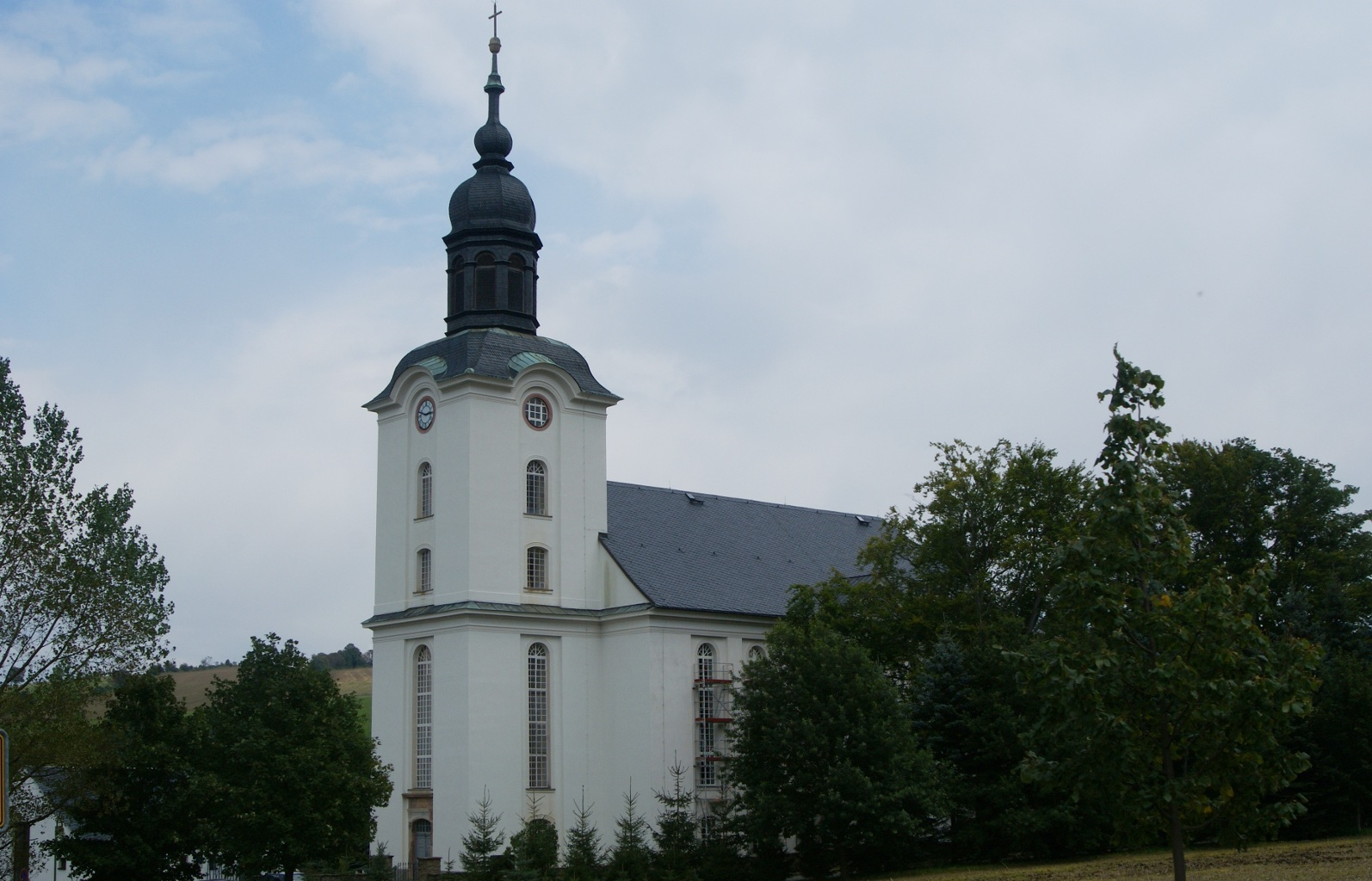
Evangelisch-Lutherische Kirche Mildenau

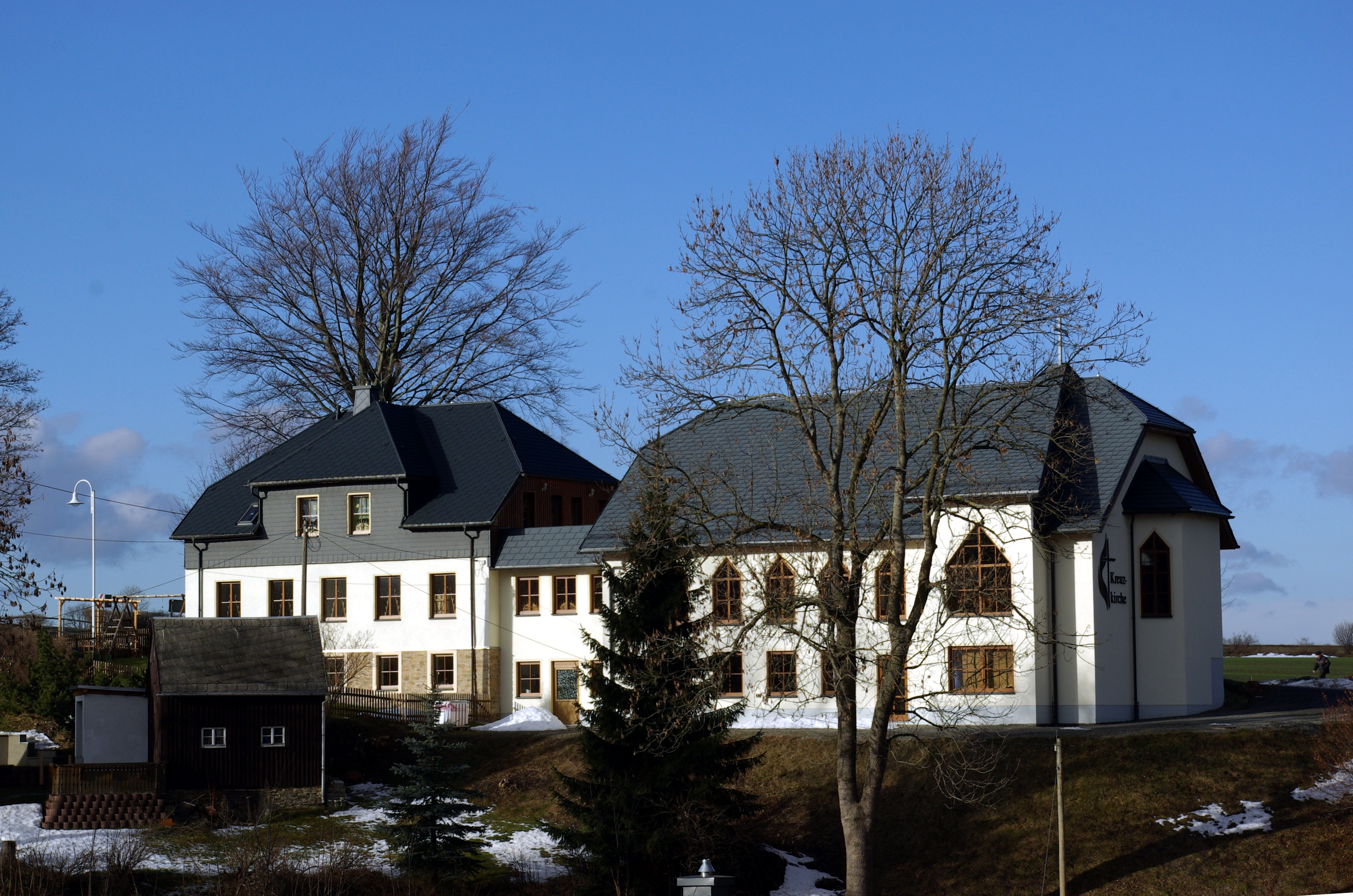
Evangelisch-Methodistische Kreuzkirche Mildenau

- Evangelisch-Lutherische Kirchgemeinde
- Evangelisch-methodistische Kirchgemeinde
- Landeskirchliche Gemeinschaft
- Gemeinschaft in Christo Jesu

## Wirtschaft
- Norafin Industries
- Produktionsstätte von Doll Fahrzeugbau

## Kultur und Sehenswürdigkeiten
- siehe auch: Liste der Kulturdenkmale in Mildenau
- Kirchen in Mildenau und Arnsfeld
- Geschichtsweg Mildenau
- Bergbaulehrpfad Mildenau
- das Kehrer-Haus (Fachwerkhaus)

### Naturschutz
- Siehe auch: Liste der Naturdenkmale in Mildenau

### Freizeiteinrichtungen
- Annaberger Landring
- Freibad Mildenau
- Sportplatz Mildenau
- Volleyballfeld und Spielplatz an der Grundschule in Mildenau
- Sporthalle Mildenau
- Dorfgemeinschaftshaus Arnsfeld
- Skihang Arnsfeld
- EC-Hüttl Arnsfeld
- Kinderspielplatz Arnsfeld
- Naturfreundehaus „Rauschenbachmühle“

### Vereine
Ortsteil Mildenau
- Antennengemeinschaft Mildenau e. V.
- Erzgebirgszweigverein Mildenau e. V.
- Freunde des Hermergut- und Bauernmuseums e. V.
- Geflügel- und Kaninchenzüchterverein Colonia 1874 e. V.
- Gemischter Chor Mildenau e. V.
- Gewerbeverein Mildenau e. V.
- Jagdgenossenschaft Mildenau
- Landschaftspflegeverband „Mittleres Erzgebirge“ e. V.
- Mildenauer Schützenverein 1656 e. V.
- Musikverein Mildenau e. V.
- Schnitz- und Krippenverein „Glück auf“ e. V. Mildenau
- Schulverein Mildenau e. V.
- TSV Grün-Weiß Mildenau e. V.
- Verein Humanitäre Osteuropahilfe Annaberg e. V.

Ortsteil Arnsfeld
- Antennengemeinschaft Arnsfeld e. V.
- EC-Jugendbund Arnsfeld
- Freiwillige Feuerwehr Arnsfeld[12]
- Jagdgenossenschaft Arnsfeld
- Jugendclub Arnsfeld e. V.
- Leitfaden e. V.
- Rassegeflügel- und Kaninchenzüchterverein Arnsfeld e. V.
- Schnitzverein Arnsfeld e. V. (mit Klöppelgruppe)
- TSV „Rot-Weiß“ Arnsfeld e. V.
- Verein zur Entwicklung der Region Annaberger Land e. V.[13]

### Regelmäßige Veranstaltungen
- Mildenauer Kartoffelfest
- Arnsfelder Familientag (Veranstalter: Verein zur Entwicklung der Region Annaberger Land e. V.)
- Radsportveranstaltung „Grenzlandtour“ (Veranstalter: TSV Rot-Weiß Arnsfeld e. V.)

## Verkehr
Durch Mildenau verläuft die Landstraße von Annaberg-Buchholz nach Marienberg (Staatsstraße 221) bzw. zum Grenzübergang in Reitzenhain (Staatsstraße 218). Von 1923 bis 1971 besaß Mildenau an der Grenze zu Geyersdorf, einen Güterbahnhof an der im Pöhlbachtal verlaufenden Plattentalbahn.

## Persönlichkeiten

### Söhne und Töchter des Ortes
- Johann Theodor Roscher (1755–1829), sächsischer, später preußischer Hütteninspektor
- Julius Weisbach (1806–1871), Mathematiker und Ingenieur, der als Begründer der neuen Markscheidekunst gilt, geboren in Mittelschmiedeberg
- Karl August Freyer (1801–1883), Organist und Komponist der Kirchenmusik des 19. Jahrhunderts, geboren in Oberschaar
- Bernhard Brückner (1872–1955), Volksschullehrer und Mundartdichter des westlichen Erzgebirges
- Walter Stuhlmann (1915–1988), Ingenieur und Manager
- Harald Stephan (* 1939), Bildhauer
- Dietrich Wagler (* 1940), Organist, Kantor und Kirchenmusikdirektor
- Matthias Herrmann (* 1955), Musikwissenschaftler und Hochschullehrer
- Ingrid Mertig (* 1955), Physikerin und Hochschullehrerin, Trägerin des Max-Born-Preises 2024
- Gunter Weißgerber (* 1955), Ingenieur und Politiker, 1990–2009 MdB (SPD)
- Andreas Langer (* 1956), Nordischer Kombinierer

### Personen mit Bezug zu Mildenau
- Christian Friedrich Uhlig (1774–1848), Kirchenbaumeister, erbaute die Kirche in Mildenau (1834–1839)
- Annett Illig (* 1968), Sopranistin